# Tremella aurantialba
Tremella aurantialba é um fungo comestível gelatinoso. Na China, ele é chamado de jīn ěr (金耳; literalmente "orelha dourada"), e, por vezes, é usado no prato vegetariano chamado  Delícias de Buda.